# Porsche 356 Carrera Abarth GTL
La Porsche 356 Carrera GTL Abarth, conosciuta anche come Porsche Carrera-Abarth, era una versione da competizione della Porsche 356 costruita per la stagione agonistica 1960.
In quegli anni la Porsche accumulava numerose vittorie di classe con le sue vetture da corsa a motore centrale, ma decise di cimentarsi anche nella classe GT. Uno dei maggiori problemi era che l'ultima versione stradale della 356 era notevolmente più pesante della versione precedente: la casa tedesca decise allora di rivolgersi a qualche azienda che avesse maggiore esperienza nel settore degli alleggerimenti. Punto di riferimento era l'Italia, dove diversi produttori di automobili da corsa e carrozzieri avevano avuto molti successi nel trasformare vetture stradali in pesi piuma capaci di vincere le gare.

## La storia
Nel settembre del 1959 Porsche si associò al vecchio amico di famiglia Carlo Abarth allo scopo di realizzare 20 vetture da corsa basate sulla 356B per la stagione 1961, con un'opzione per altri 21 esemplari.
I dettagli dell'operazione erano molto semplici: Porsche avrebbe fornito il telaio 356B che Abarth a sua volta avrebbe allestito con una carrozzeria progettata e costruita in Italia. Da notare che la presenza di una carrozzeria completamente diversa non creò problemi di omologazione della vettura, in quanto le norme della Federazione Internazionale definivano "vettura" l'insieme telaio-motore. Il regolamento non poneva limitazioni in merito alla carrozzeria, purché non fosse superato il valore del peso minimo: Abarth sfruttò questa falla nel regolamento. Anche se non era stato specificato nel contratto, il preparatore italiano aveva assicurato alla Porsche che Zagato (autore di molte GT di successo) avrebbe realizzato le carrozzerie, egli aveva però omesso di menzionare nella riunione del settembre 1959 che in realtà stava interrompendo il suo rapporto con Zagato e perciò per il progetto Porsche l'incarico fu dato a Franco Scaglione, ex progettista della Carrozzeria Bertone, che era considerato un esperto di aerodinamica in quanto aveva progettato le futuristiche concept car Alfa Romeo BAT. Il suo progetto per la  Porsche-Abarth era piuttosto insolito in quanto combinava un muso basso e lungo con una coda molto corta e arrotondata. Abarth commissionò all'esperto carrozziere Rocco Motto di Torino la costruzione delle carrozzerie in alluminio.

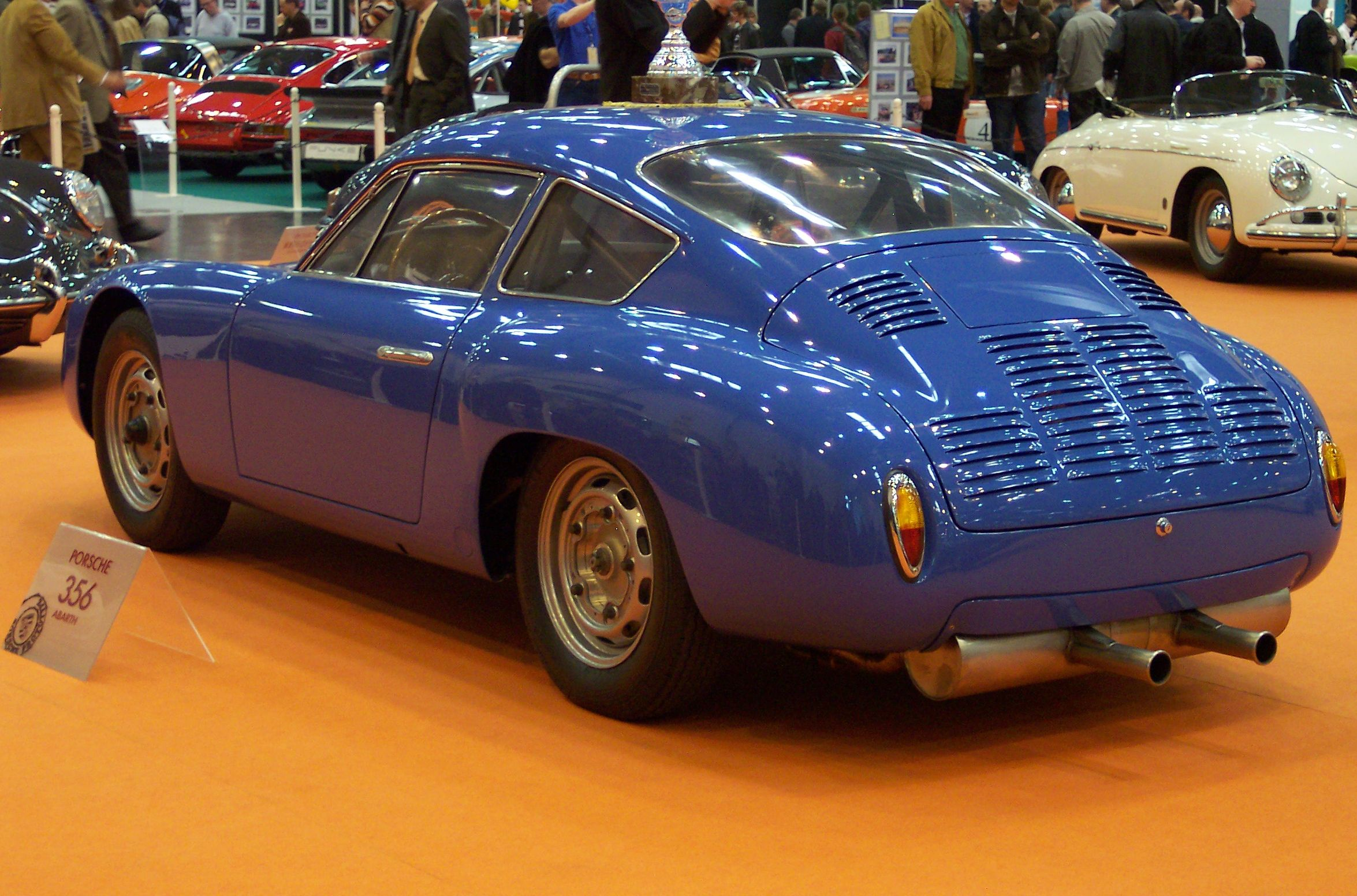
Vista posteriore

La Porsche fornì all'Abarth l'ultima versione della 356. Il disegno di base del telaio era ancora molto simile a quello originale introdotto un decennio prima. La maggior parte del lavoro di sviluppo era stato rivolto al  motore piatto a quattro cilindri. Il telaio consegnato alla Abarth, come le ultime Carrera, era dotato del motore a quattro alberi a camme con una cilindrata di poco meno di 1,6 litri. Derivato dai motori da corsa, con il carter secco e raffreddato ad aria, produceva 115 CV. Negli anni successivi al debutto le vetture sono state dotate di motori di 1,6 litri più spinti e dotati di scarichi "aperti", con potenze di 128 CV e 135 CV e in seguito anche da 2,0 litri con potenze di 155 CV e 180 CV. Mentre le sospensioni erano tutte a ruote indipendenti, per l'impianto frenante la Porsche si affidava ancora ai freni idraulici a tamburo, anche se già alla terza gara della vettura sul prototipo iscritto dalla squadra ufficiale alla 24 Ore di Le Mans 1960 furono installati freni a disco sperimentali.
Durante il montaggio delle carrozzerie sui telai si ebbero vari problemi che rallentarono la produzione, tanto che dopo i primi tre esemplari costruiti da Motto i restanti vennero fatti costruire dalla "Viarenzo & Filliponi" e Abarth non riuscì a rispettare la scadenza del marzo 1960. Inoltre i tedeschi si lamentarono della qualità del prototipo, che aveva infiltrazioni da ogni finestrino, e dell'abitabilità risicata persino per gli usuali standard italiani. Scaglione aveva disegnato un tetto più basso di oltre 12 cm rispetto al modello di serie e i piloti più alti di 1,80 m avevano difficoltà ad accomodarsi in vettura.
Ma ciò che veramente importava era come la Porsche-Abarth si comportasse in pista: come richiesto la 356B italiana era più leggera (il risparmio totale di peso era di circa 50 kg) e aveva una minore resistenza aerodinamica rispetto alla sua equivalente tedesca. La nuova vettura da corsa fu ufficialmente denominata 356B GTL, cioè Gran Turismo Leggera.

## I risultati sportivi
I piloti Herbert Linge e Paul-Ernst Strahle portarono la vettura prototipo al debutto nel corso della Targa Florio del 1960 e subito ottennero la vittoria di classe e il sesto posto assoluto. Fu l'inizio di una carriera sportiva di grande successo, che ha visto la Porsche-Abarth dominare la sua classe per diversi anni. Alla gara successiva del Campionato mondiale vetture sport, la 1000 km del Nürburgring, la 356B GTL sbaragliò le avversarie nella sua classe. La Porsche Abarth sarebbe andato a vincere la sua classe nella Targa Florio altre tre volte (l'ultima nel 1963), a Le Mans per tre anni consecutivi dal 1960 al 1962 e ripetendosi ancora alla 1000 km del Nürburgring nel 1961, '62 e '63.

## L'epilogo
Nonostante i successi in pista della vettura e i miglioramenti qualitativi degli esemplari successivi, la Porsche rimase scontenta e annullò il contratto dopo la costruzione delle prime venti vetture. Anche se la collaborazione tra Abarth e la Porsche era finita, il team ufficiale tedesco continuò ad accumulare vittorie con quelle vetture da corsa rinnegate. I tentativi di costruire in Germania carrozzerie leggere e filanti fallirono tutti e fu solo quando la Porsche lanciò progetti più avanzati a motore centrale come la 904 GTS che le prestazioni della Porsche-Abarth furono eguagliate.
Per Porsche l'accordo con Abarth si è rivelato un discreto successo, ma in seguito Abarth deve avere guardato all'operazione con rammarico. Al di là del progetto 356B, egli aveva effettivamente intenzione di ampliare la sua gamma con modelli motorizzati Porsche, ma dopo che i tedeschi ebbero tagliato i ponti, i piani furono anch'essi accantonati.
Ci sono state notizie contrastanti su quanti esemplari siano stati costruiti prima che Porsche terminasse la produzione. Oggi è opinione comune che siano state costruite un totale di 21 scocche e che una di queste sia stata utilizzata per riparare un'auto schiantatasi.